# گوگره
گوگره شهری در شهرستان گوئیباره در استان بام در بورکینافاسوی شمالی است و جمعیت آن ۳۴۴ نفر است.